# Коронадо, Эваристо
Эваристо Коронадо (род. 13 сентября 1960) — коста-риканский футболист, нападающий. Участник летних Олимпийских игр 1984 года.

## Карьера
В 1981 году нападающий начал играть за футбольный клуб «Саприсса». В первом сезоне его команда заняла 2 место на первом этапе, а на втором стала 3-й. Коронадо забил 23 гола и стал лучшим бомбардиром чемпионата. В 1982 году «Саприсса» выиграла чемпионат, а Эваристо сыграл 40 матчей и забил 6 мячей. В 1983 году «Саприсса» заняла лишь 7 место в чемпионате и вылетела в первом раунде Кубка чемпионов КОНКАКАФ.В 1984 году «Саприсса» заняла 2 место на первом этапе и 3 место на втором этапе чемпионата, нападающий сыграл 32 матча из 44 и забил 7 голов. В сезоне 1985/86 нападающий забил 19 голов в чемпионате, «Саприсса» вновь не смогла выйти в финал. В сезоне 1986/87 футболист забил 10 голов, а его команда стала 5-й на первом этапе и 3-й на втором этапе. В сезоне 1987/88 нападающий забил 13 голов, «Саприсса» стала 2-й на первом этапе и 3-й на втором. В сезоне 1988/89 «Саприсса» выиграла чемпионат, победив на каждой стадии турнира. Эваристо Коронадо сыграл 37 матчей и забил 19 голов. В сезоне 1989/90 нападающий забил 9 голов, а его клуб вновь выиграл чемпионат. В сезоне 1990/91 нападающий сыграл 45 матчей и забил 6 голов, «Саприсса» проиграла в финале чемпионата «Алахуэленсе». В кубке чемпионов «Саприсса» проиграла клубу «Реал Эспанья» из Гондураса в финала зоны «Центральная Америка». В сезоне 1991/92 футболист сыграл 34 матча и забил 8 голов, «Саприсса» заняла 2 место. В Кубке чемпионов КОНКАКАФ «Саприсса» проиграла «Америке» из Мехико (0-0,2-4).В сезоне 1992/93 нападающий сыграл 36 матча и забил 7 мячей в чемпионате, но его команда не смогла выйти в финал чемпионата. В сезоне 1993/94 нападающий сыграл 48 матчей и забил 10 голов , Саприсса обыграла «Алахуэленсе» в финале чемпионата (2-0,1-2).В Кубке чемпионов «Саприсса» победила «Пуэблу» из Мексики и "Луис Анхель Фирпо"и вышла в финальную группу. В первом туре «Саприсса» сыграла вничью с «Леоном» из Мексики (2-2).В втором туре матч между командами «Саприсса» и «Мунисипаль» закончился нулевой ничьей.5 декабря 1993 года «Саприсса» разгромила «Робингуд» из Суринама со счётом 9-1 , Эваристо Коронадо забил 2 мяча. Эта победа помогла «Саприссе» обойти «Леон» по разнице мячей и выиграть турнир. В сезоне 1994/95 нападающий сыграл 41 матч и выиграл чемпионат страны.

## Сборная Коста-Рики
15 марта 1983 года нападающий сыграл первый матч за сборную против Мексики. В квалификации Олимпийских игр футболист забил важный мяч в матче против Кубы 2 марта 1984 года (1-0) и помог сборной выйти в финальный турнир. В олимпийском футбольном турнире нападающий сыграл 3 матч и забил гол в ворота Египта. Сборная Коста-Рики заняла последнее место в группе и не вышла в плей-офф. Эваристо принимал участие в отборочных турнирах чемпионатов мира 1986 , 1990 и 1994 гг.

## Тренерская карьера
В феврале-мае 2001 года Эваристо Коронадо был главным тренером «Депортиво Саприсса».

## Достижения
Командные
- Чемпион Коста-Рики: 1982 , 1988 (1988/89) , 1989 (1989/90) , 1993/94 , 1994/95
- Кубок чемпионов КОНКАКАФ: 1993

Личные
- Лучший бомбардир чемпионата Коста-Рики: 1981 (23) , 1988 (1988/89) (19)